# 1972年夏季残疾人奥林匹克运动会挪威代表团
1972年夏季残疾人奥林匹克运动会挪威代表团是挪威派出的1972年夏季残疾人奥林匹克运动会代表团。获得1枚金牌、5枚银牌和4枚铜牌。